# Tyberiusz Juliusz Aleksander
Tyberiusz Juliusz Aleksander (ur. ok. 10 n.e. w Aleksandrii) – rzymski prokurator Judei w latach 46–48, prefekt Egiptu w latach 66–69.

## Historia
Pochodził z żydowskiej rodziny. Syn Aleksandra Lizymacha, jednego z najbogatszych ludzi tamtej epoki. Majątek rodu Tyberiusza pochodził z dziedzicznego urzędu alabarchy, czyli głównego dzierżawcy ceł drogowych i portowych w Egipcie. Bratanek Filona z Aleksandrii.
Porzucił judaizm. Za panowania Tyberiusza odbył służbę wojskową jako trybun i za tego też cesarza ród Tyberiusza uzyskał obywatelstwo rzymskie. W 42 roku został epistrategiem, czyli naczelnikiem okręgu Tebaidy w Górnym Egipcie. W 46 roku został mianowany przez cesarza Klaudiusza prokuratorem Judei. Zastąpił na tym stanowisku Kuspiusza Fadusa. Jako prokurator Judei kazał ukrzyżować Jakuba i Szymona, synów Judy Galilejczyka, liderów stronnictwa zelotów.
W 48 roku Klaudiusz odwołał Tyberiusza Juliusza Aleksandra. Kolejnym prokuratorem Judei został Wentidiusz Kumanus.
W 63 znajdował się w armii Domicjusza Korbulona, stacjonującej na pograniczu armeńskim. Tam wraz z Winicjanusem Anniuszem zapoczątkował negocjacje z Tyrydatesem, królem Partów.
W maju 66 Neron mianował go prefektem Egiptu. Wiosną osobiście gratulacje Tyberiuszowi Aleksandrowi złożył Herod Agryppa II. W tym samym roku wybuchło także pierwsze powstanie Żydów przeciwko Rzymianom w Judei, której atmosfera szybko rozprzestrzeniła się na liczną ludność żydowską mieszkającą w Aleksandrii. Wybuchły etniczne zamieszki, Aleksander więc wysłał mediatorów żeby uspokoić Żydów, ostrzegając, że będzie musiał użyć rzymskie legiony, jeśli przemoc będzie kontynuowana. Groźba okazała się nieskuteczna i Aleksander rozkazał dwóm legionom stłumić zamieszki siłą. Wywiązały się brutalne walki które trzeba było przerwać w celu powstrzymania dalszego rozlewu krwi.
1 lipca 69 jako pierwszy wypowiedział posłuszeństwo Witeliuszowi i złożył przysięgę Wespazjanowi jako nowemu cesarzowi. W 70 roku brał udział w oblężeniu i zdobyciu Jerozolimy.
Tyberiusz Juliusz Aleksander doczekał się posągu wśród zwycięskich rzymskich wodzów ustawionych w portyku przy Forum Augusta.